# Deborrea griveaudi
Deborrea griveaudi is een vlinder uit de familie zakjesdragers (Psychidae). De wetenschappelijke naam van deze soort werd voor het eerst geldig gepubliceerd in 1982 door Jean Bourgogne.